# Jan Płaskociński
Jan Płaskociński (ur. 1919 w Puławach, zm. 1993 w Warszawie ) – polski malarz zaliczany do twórców naiwnych   , działacz społeczny .

## Życiorys
Płaskociński malował od dzieciństwa, był samoukiem-amatorem. Tworzył głównie w technice olejnej .
Podczas II wojny światowej był żołnierzem Batalionów Chłopskich w lubelskiem .
W październiku 1973 roku prace artysty pojawiły się na wystawie „I naifs delia Polonia” w galerii La Feluca w Rzymie.
W 1994 roku jego prace zostały wystawione w Galerii Pro Arte Georgesa Kaspera w Szwajcarii .

## Twórczość
W początkowej fazie twórczości pojawiały się motywy dziewcząt, jak np. w pracy Koszykarki (1959).
Późniejsze dzieła malarskie Płaskocińskiego przedstawiają m.in. tajemnicze postacie, wymyślne rośliny, stylizowane zwierzęta, ogrody odwołujące się do obrazu raju . 
Prace artysty stanowiły tworzywo krótkometrażowego filmu animowanego Jana Lenicy i Waleriana Borowczyka pt. Nagrodzone uczucie, zrealizowanego w technice repollero (filmowanie nieruchomych plansz) .